# Annesorhiza
- Commons
- Wikispecies

Annesorhiza Cham. & Schltdl. é um género botânico pertencente à família Apiaceae.
É endêmico da África Austral.

## Espécies
- Annesorhiza abyssinica
- Annesorhiza altiscapa
- Annesorhiza caffra
- Annesorhiza capensis
- Annesorhiza macrocarpa
- Annesorhiza nuda
- Annesorhiza schlechteri
- Annesorhiza thunbergia
- «Lista completa»